# KAMITSUBAKI STUDIO
KAMITSUBAKI STUDIO（かみつばきスタジオ、神椿スタジオ）は、日本のクリエイティブスタジオで、アーティストをマネジメントするインディーズレーベルである。東京都目黒区に拠点を置く株式会社THINKRが運営している。

## 概要
花譜の活動1周年である2019年10月18日に設立。「YouTube発のクリエイティブレーベル」を自称し、バーチャルYouTuber、ボカロP、イラストレーター等が所属している。KAMITSUBAKI STUDIOの前身でもある音楽レーベル「KAMITSUBAKI RECORD」、公式グッズの通信販売を行うストア「FINDME STORE」、ファッションブランド「TPNN」などを持つ。プロデューサーはPIEDPIPERで、所属するアーティストのプロデュースや監修などを行っている。
PIEDPIPERがKAMITSUBAKI STUDIOを設立し、プロデュースをすることとなったのは彼がカンザキイオリと花譜の2人の才能を発掘したことに端を発する。KAMITSUBAKI STUDIOは、日本発で88risingのようなYouTubeベースのクリエイティブレーベルを独自に作りたいという考えのもと構想がなされた。現在KAMITSUBAKI STUDIOに所属するクリエイターやアーティストに出会い、その構想が形になった。ロールプレイング性が強く、キャラクターを演じる初期のバーチャルYouTuberなどとは異なり、音楽を主軸に、ドキュメンタリー性が強い活動を行うアーティストがその特色である。また、アーティストメインでファンコミュニティから利益を得るビジネスモデルであり、クライアントから広告費を得るインフルエンサータイプのビジネスモデルとは異なっている。YouTubeを主な発信の場とすることで、自分たちでメディア的な発信力を持てることを強みとしている。
KAMITSUBAKI STUDIOではアーティスト同士の創作活動を連動させ、スピード感を高めるために音楽を作るレーベル機能とアーティストを預かるマネジメント機能を統合し、内製化している。販売する商品はD2Cで、既存の流通を介さず利益率を最大化することで音楽制作、映像やMVの制作、宣伝などの投資やアーティストへの還元を可能としている。また、AR、VR、MRなどの技術を統合し、様々な形態のXRライブ表現を行うために技術班を増やし、自社内で制作できるようにしている。
2023年7月には、SINSEKAI STUDIOを統合し、新たに4つのレーベルに再編することを発表した。
2024年5月8日、新たに「ALLT STUDIO」「PHASE STUDIO」を新設、それに伴い一部アーティストの移籍が発表された。

## 所属アーティスト
以下は公式ウェブサイトに基づく。

### PHENOMENON RECORD
バーチャルアーティストに特化したレーベル。
- V.W.P -Virtual Witch Phenomenon-
  - 花譜（KAF）
  - 理芽（RIM）
  - 春猿火（harusaruhi）
  - ヰ世界情緒（isekaijoucho）
  - 幸祜（koko）
- te'resa - “フォトリアル型”バーチャルアーティスト[17]。IMAGINARY STUDIOにも所属[18]。
- CIEL - 2019年末に開催されたKAMITSUBAKI STUDIOのオーディション「神椿市異住定獣課」において見出されたシンガー[19]。
- 音楽的同位体プロジェクト
- 廻花

### ANARCHIC RECORD
アーティスト、作曲家に特化したレーベル。
- 香椎モイミ
- 廉
- 平田義久
- Empty old City
- 獅子志司

CREATOR FARM
- ど〜ぱみん

### SINSEKAI RECORD
前身はSINSEKAI STUDIO。バーチャル・リアルを横断するアーティストらが所属するレーベル。
- VALIS
- 明透
- 雨宿り
- 跳亜
- 詩道
- 梓川
- 水野あつ
- 雄之助
- MIMI
- とあ
- Sooda
- Awairo
- 琶舞

CREATOR FARM
- HiFi-P
- higma
- tokiwa
- 他人事

### KAMITSUBAKI CREATION
イラストレーター、映像作家、デザイナーなど様々なジャンルのクリエイターが所属するレーベル。
- 川サキ - Eallin Japan（イアリンジャパン）所属[20]。業務提携[20]。
- 月島総記 - 業務提携
- shirone
- 中絲悠
- PIEDPIPER

CREATOR FARM
- まるいち
- Yazhirushi
- りたお
- すとろぼ

### かつての所属アーティスト
- カンザキイオリ - 2023年3月4日、KAMITSUBAKI STUDIOを卒業することを発表した[21][22][23][24]。2023年5月1日に開催された『カンザキイオリ 2nd ONE-MAN LIVE「別れなど、少年少女に恐れなし」』を最後のライブとして卒業し、新レーベル「IKIRU SHELF」を立ち上げた[23][25][26]。
- Albemuth
  - 存流
- 大沼パセリ
- Guiano
- DUSTCELL
  - Misumi
  - EMA
- LOLUET
- PALOW. - SSS STUDIO 所属[27]。

## ライブイベント
| アーティスト名     | 開催日                | イベント名                                                                | 開催場所   |
| ------------------ | --------------------- | ------------------------------------------------------------------------- | ---------- |
| 花譜               | 2019年8月1日          | 花譜 1st ONE-MAN LIVE「不可解」                                           | LIQUIDROOM |
| 花譜               | 2020年6月14日         | KAF LIVE STREAMING COVER LIVE「アイスクリームライブ」                     | 配信ライブ |
| 花譜               | 2020年3月23日         | 花譜 1st ONE-MAN LIVE「不可解(再)」                                       | 配信ライブ |
| 花譜               | 2020年10月10日        | 花譜 2nd ONE-MAN LIVE「不可解弐Q1」                                       | 配信ライブ |
| 花譜               | 2021年3月13日         | 花譜 2nd ONE-MAN LIVE「不可解弐Q2」                                       | 配信ライブ |
| 花譜               | 2021年6月11日–6月12日 | 花譜 2nd ONE-MAN LIVE「不可解弐REBUILDING」                               | 豊洲PIT    |
| カンザキイオリ     | 2021年7月23日         | カンザキイオリ第一回公演「不器用な男」                                    | 配信ライブ |
| 花譜               | 2022年3月26日         | 花譜 高校卒業記念スペシャルライブ「僕らため息ひとつで大人になれるんだ。」 | 配信ライブ |
| V.W.P              | 2022年4月15日         | 「魔女集会」JOINT LIVE                                                    | 豊洲PIT    |
| V.W.P              | 2022年4月16日         | 「魔女集会」 TALK EVENT（追加公演）                                       | 豊洲PIT    |
| V.W.P              | 2022年4月16日         | V.W.P 1st ONE-MAN LIVE「現象」                                            | 豊洲PIT    |
| 花譜               | 2022年8月24日         | 花譜 3rd ONE-MAN LIVE「不可解参(狂)」                                     | 日本武道館 |
| 花譜               | 2023年1月28日         | KAF LIVE STREAMING COVER LIVE「アイスクリームライブ2」                    | 配信ライブ |
| カンザキイオリ     | 2023年2月25日         | カンザキイオリ コミックス1巻発売記念配信ライブ『この夜が飽和する。』      | 配信ライブ |
| 花譜               | 2023年3月4日          | 花譜 3rd ONE-MAN LIVE「不可解参(想)」                                     | 配信ライブ |
| KAMITSUBAKI STUDIO | 2023年3月30日–3月31日 | KAMITSUBAKI FES ’23                                                       | 豊洲PIT    |
| カンザキイオリ     | 2023年5月1日          | カンザキイオリ 2nd ONE-MAN LIVE「別れなど、少年少女に恐れなし」           | LIQUIDROOM |

## 音楽作品

### 2018年
| 発売日         | アーティスト名 | 作品名 | 販売形態                 |
| -------------- | -------------- | ------ | ------------------------ |
| 2018年12月24日 | 花譜           | 魔女   | シングル（会場限定販売） |

### 2019年
| 発売日         | アーティスト名 | 作品名           | 販売形態           |
| -------------- | -------------- | ---------------- | ------------------ |
| 2019年4月11日  | カンザキイオリ | 白紙             | アルバム           |
| 2019年5月15日  | 花譜           | 花と心臓         | EP                 |
| 2019年6月28日  | 花譜           | 夜が降り止む前に | シングル           |
| 2019年9月11日  | 花譜           | 観測α            | アルバム           |
| 2019年9月11日  | 花譜           | 観測β            | アルバム           |
| 2019年11月27日 | Guiano         | Love & Music     | アルバム           |
| 2019年12月25日 | 花譜           | 観測γ            | リミックスアルバム |

### 2020年
| 発売日         | アーティスト名 | 作品名                               | 販売形態             |
| -------------- | -------------- | ------------------------------------ | -------------------- |
| 2020年2月19日  | カンザキイオリ | 人生はコメディ                       | EP                   |
| 2020年2月26日  | 大沼パセリ     | VOCALOID BEST ALBUM「ave」           | アルバム             |
| 2020年4月10日  | Guiano         | 透過夏 feat.理芽                     | 配信シングル         |
| 2020年5月20日  | DUSTCELL       | SUMMIT                               | アルバム             |
| 2020年6月10日  | 花譜           | 戸惑いテレパシー                     | シングル             |
| 2020年7月1日   | 理芽           | クライベイビー                       | 配信シングル         |
| 2020年7月22日  | 花譜           | 花と解答-オリジナルEdition-          | EP                   |
| 2020年7月22日  | 花譜           | 花と解答-ブラッククローバー Edition- | EP                   |
| 2020年7月22日  | 理芽           | ユーエンミー                         | 配信シングル         |
| 2020年8月5日   | DUSTCELL       | DERO                                 | 配信シングル         |
| 2020年8月12日  | 理芽           | 食虫植物                             | 配信シングル         |
| 2020年8月12日  | Guiano         | あの夏の記憶だけ                     | EP                   |
| 2020年8月19日  | 花譜           | I SCREAM LIVE                        | カバーライブアルバム |
| 2020年9月2日   | 理芽           | ピロウトーク                         | 配信シングル         |
| 2020年9月9日   | 大沼パセリ     | Latency                              | 配信シングル         |
| 2020年9月16日  | DUSTCELL       | PAIN                                 | 配信シングル         |
| 2020年9月23日  | 花譜,Kizuna AI | 愛と花-AI edition-                   | シングル             |
| 2020年9月23日  | 花譜,Kizuna AI | 愛と花-KAF edition-                  | シングル             |
| 2020年9月30日  | 理芽           | Flowering (with Misumi)              | 配信シングル         |
| 2020年10月7日  | 大沼パセリ     | スカート                             | 配信シングル         |
| 2020年10月28日 | 理芽           | 甘美な無法                           | 配信シングル         |
| 2020年11月4日  | 大沼パセリ     | Lonely                               | 配信シングル         |
| 2020年11月25日 | 花譜           | 魔法α                                | アルバム             |
| 2020年11月25日 | 花譜           | 魔法β                                | アルバム             |
| 2020年12月9日  | 春猿火         | 台風の眼                             | 配信シングル         |
| 2020年12月23日 | DUSTCELL       | Mad Hatter                           | 配信シングル         |
| 2020年12月30日 | ヰ世界情緒     | 物語りのワルツ                       | 配信シングル         |
| 2020年12月30日 | ヰ世界情緒     | ジオラマドラマ                       | 配信シングル         |
| 2020年12月30日 | ヰ世界情緒     | いろはに咲きて                       | 配信シングル         |

## 神椿物語研究開発部

### 神椿市建設中。REGENERATE THE BOARD GAME（ボードゲーム、2024年1月13日）
- 神椿市協奏中。（音楽ゲーム、2024年8月29日）
- 神椿市建設中。REGENERATE（SFダークファンタジー・テキストアドベンチャーゲーム、2025年3月13日）
- 神椿市建設中。VIRTUAL REALITY
- 神椿市建設中。（テレビアニメ、アニメーション制作：SMDE、2025年7月放送[89]）[90]